# Wandsbeker TSV Concordia
Der Wandsbeker Turn- und Sportverein Concordia e. V., kurz Wandsbeker TSV Concordia, WTSV Concordia oder Concordia Hamburg, ist ein Sportverein aus dem Hamburger Stadtteil Jenfeld im Bezirk Wandsbek. Der Verein entstand durch die Fusion des SC Concordia Hamburg mit dem TSV Wandsbek-Jenfeld und hat nach dem späteren Beitritt von Wandsbek 72 rund 2.400 Mitglieder. Die erste Fußballmannschaft stieg im Jahre 2015 in die fünftklassige Oberliga Hamburg auf.

## Geschichte

### Die Stammvereine
Der Verein entstand am 27. März 2013 durch die Fusion des SC Concordia Hamburg mit dem TSV Wandsbek-Jenfeld. Der SC Concordia Hamburg wurde am 9. Mai 1907 gegründet. Der Fusionspartner TSV Wandsbek-Jenfeld geht auf den im Jahre 1881 gegründeten Arbeitersportverein FTSV Wandsbek zurück, der im Jahre 1933 genau wie der Freie Wassersportverein Wandsbek-Hinschenfelde verboten wurde. Die Mitglieder schlossen sich später mit dem im Jahre 1913 als Sportverein Ost Wandsbek gegründeten Jenfelder SV Ost-Wandsbek zum TSV Wandsbek zusammen, aus dem im Jahre 2000 der TSV Wandsbek-Jenfeld wurde. Am 25. April 2014 schloss sich der Wandsbeker Männer-Turnverein von 1872 dem Wandsbeker TSV Concordia an. Im Fußball war der SC Concordia der bedeutendste Stammverein. Die Fußballer spielten von 1947 bis 1953 und von 1956 bis 1963 in der seinerzeit erstklassigen Oberliga Nord. Dagegen war Wandsbek 72 vor allem im Handball erfolgreich: Die erste Damen-Mannschaft spielte von 1993 bis 1998 in der 2. Bundesliga.

### Sportliche Entwicklung
Seit dem 1. Juli 2013 spielen die Fußballer unter dem heutigen Namen. Nach einem vierten Platz in der Saison 2013/14 wurde die Concordia ein Jahr später Vizemeister der Landesliga Hansa hinter dem FC Türkiye Wilhelmsburg. Nun mussten die Wandsbeker gegen den Vizemeister der Hammonia-Staffel TuS Osdorf antreten und verloren das Hinspiel mit 1:2. Das Rückspiel auf eigenem Platz gewann die Concordia mit 3:0 und schaffte damit den Aufstieg in die Oberliga. Dort belegte der Verein in der Saison 2015/16 den 11. Platz. Auch in den darauffolgenden Spielzeiten belegte Concordia im Abschlussklassement der Oberliga stets Plätze im Mittelfeld der Tabelle.
Die Saison 2021/22 der Oberliga Hamburg beendete man in der Meisterrunde auf dem 5. Platz, konnte aber an der Aufstiegsrelegation teilnehmen, weil man als einziges Team eine Lizenz für die Regionalliga 2022/23 beantragt hatte. Dort warteten als Gegner der SV Todesfelde, der Bremer SV und die Kickers Emden. Im Auftaktspiel wurde ein Unentschieden gegen Todesfelde erreicht (Endstand: 1:1), bevor man 3:1 gegen die Kickers Emden verlor und sich der Aufstieg somit im letzten Spiel am Panzenberg in Bremen entscheiden sollte. Dort verlor man jedoch mit 1:3 gegen den Bremer SV.

### Weitere Abteilungen
Der Wandsbeker TSV Concordia bietet neben dem Fußball auch zahlreiche andere Sportarten wie Fitness, Handball, Herzsport, Jiu-Jitsu, Judo, Karate, Turnen (Kinderturnen, Leistungsturnen), Musikzug, New Generation, Schach, Schwimmen, Tennis, Tischtennis und Volleyball an.

## Besonderheit
Im Vorfeld der Saison 2021/22 rief die Fußballabteilung das Projekt „Club RockIt!“ ins Leben. Mithilfe einer App soll es Anhängern möglich sein, in Echtzeit direkten Einfluss auf die Startaufstellung oder etwaige Aus- und Einwechslungen zu haben und so mit dem jeweiligen Trainer zusammenzuarbeiten. In der Vergangenheit hatten bereits der SC Fortuna Köln wie auch Ebbsfleet United ähnliche Projekte gestartet.